# Râul Clăbucet, Vărbilău
Râul Clăbucet este un curs de apă în România. Este unul din brațele care formează râul Vărbilău. 

## Hărți
- Harta Județului Prahova
- Harta Muntii Grohotiș [nefuncțională – arhivă]